# Al-Amin Wahhab
Al-Amin Wahhab, Lamine Ouahab (arab. الأمين وهاب, Al-Amīn Wahhāb) (ur. 22 grudnia 1984 w Husajn Daj) – marokański tenisista do 2013 roku reprezentujący Algierię, reprezentant w Pucharze Davisa, olimpijczyk z Aten (2004).

## Kariera tenisowa
Wahhab rozpoczął profesjonalną karierę w 2002 roku. Dwa lata później wystąpił turnieju głównym igrzysk olimpijskich w Atenach, po otrzymaniu dzikiej karty. Odpadł z rywalizacji singlowej w 1 rundzie po porażce z Tommym Robredem.
Tenisista wielokrotnie wygrywał turnieje z serii ITF Men's Circuit. W rozgrywkach z cyklu ATP Challenger Tour wywalczył 3 tytuły.
Wahhab, w latach 2002–2008, reprezentował Algierię w Pucharze Davisa uczestnicząc łącznie w 29 meczach, z których w 25 zwyciężał. Od 2014 roku reprezentuje w rozgrywkach Maroko.
Podczas igrzysk śródziemnomorskich w Almeríi (2005) zdobył srebrny medal w grze deblowej.
Największymi osiągnięciami tenisisty jest pięć medali zdobytych podczas igrzysk afrykańskich: trzy złote z 2007 roku (gra singlowa, deblowa oraz drużynowa) i złoty (gra drużynowa) oraz srebrny (gra podwójna) z 2019 roku. Wahhab zdobył też dwa medale igrzysk śródziemnomorskich – złoty w singlu z 2018 roku oraz srebrny w deblu z 2005 roku.
W rankingu gry pojedynczej Wahhab najwyżej był na 114. miejscu (21 września 2009).

### Zwycięstwa w turniejach ATP Challenger Tour w grze pojedynczej
| Końcowy wynik | Nr | Data             | Turniej    | Nawierzchnia | Przeciwnik      | Wynik finału     |
| ------------- | -- | ---------------- | ---------- | ------------ | --------------- | ---------------- |
| Zwycięzca     | 1. | 7 maja 2006      | Tunis      | Ceglana      | Junus al-Ajnawi | walkower         |
| Zwycięzca     | 2. | 9 lipca 2006     | Montauban  | Ceglana      | Marc Gicquel    | 7:5, 3:6, 7:6(2) |
| Zwycięzca     | 3. | 18 stycznia 2015 | Casablanca | Ceglana      | Javier Martí    | 6:0, 7:6(6)      |